# Mieczysław Dondajewski
Mieczysław Dondajewski (ur. 3 listopada 1931 w Poznaniu) – polski dyrygent, wykładowca uniwersytecki i działacz muzyczny.

## Życiorys
Od 1959 zatrudniony był w Teatrze Wielkim w Poznaniu. Karierę rozpoczynał od stanowiska asystenta dyrygenta, potem był kierownikiem chóru, a w końcu dyrektorem artystycznym (1978-1992). W 1969 ukończył studia magisterskie w Państwowej Wyższej Szkole Muzycznej w Warszawie. Od 1993 do 1995 był dyrektorem naczelnym i artystycznym Opery Wrocławskiej. Od 1972 wykładowca, a potem pracownik naukowy Akademii Muzycznej w Poznaniu. Od 1989 do 1993 prezes Towarzystwa Muzycznego im. Henryka Wieniawskiego w Poznaniu. 
W repertuarze dyrygenckim posiada około 70 oper i baletów.
Był prezesem Towarzystwa Muzycznego im. Henryka Wieniawskiego w Poznaniu.

## Nagrody
- Krzyż Kawalerski Orderu Odrodzenia Polski (1979),
- Odznaka Honorowa Miasta Poznania,
- Odznaka „Zasłużony Działacz Kultury”,
- nagroda Ministerstwa Kultury i Sztuki za realizację opery Czarna Maska Krzysztofa Pendereckiego,
- Nagroda Miasta Poznania za działalność artystyczną (1989)[1],
- Złoty Hipolit (2016)[4].

## Życie prywatne
Żonaty od 1961. Córka jest solistką Teatru Wielkiego w Poznaniu. Zamieszkuje na Osiedlu Zodiak w Poznaniu.